# Ambasada Germaniei în România
Ambasada României în Germania (în germană Deutsche Botschaft Bukarest) este misiunea diplomatică a Germaniei în România. Sediul ambasadei se află la București.
Germania are consulate la Sibiu și Timișoara.

## Istoric

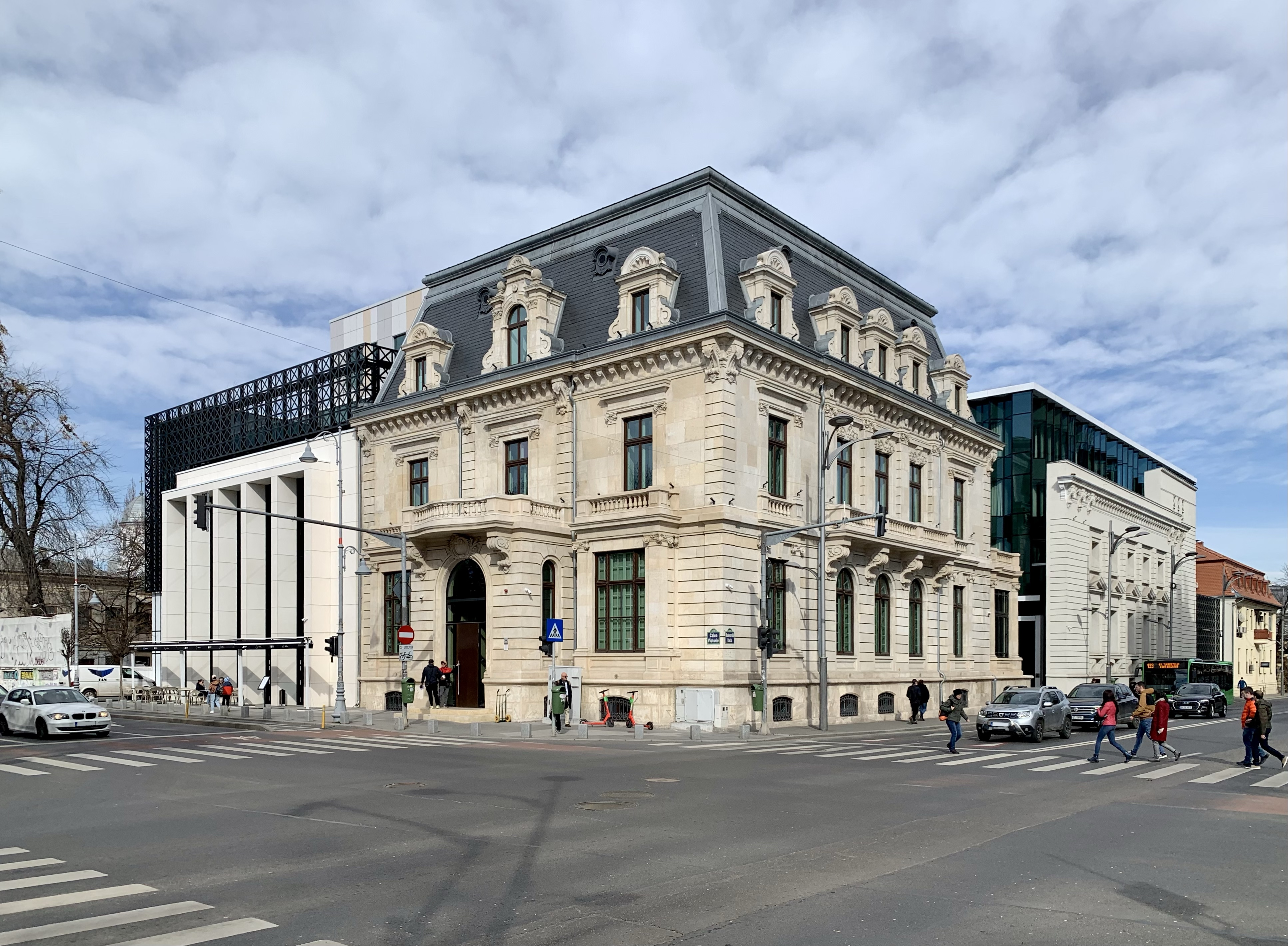
Fosta legație germană de pe Calea Victoriei nr. 174

România și Germania au întreținut relații diplomatice din 20 februarie 1880, după ce Imperiul German a recunoscut independența Principatului Român. Legația a fost pe Calea Victoriei nr. 174. După cel de-Al Doilea Război Mondial, România și Republica Democrată Germană (Germania de Est) au stabilit relații diplomatice în octombrie 1949. Din 1953 RDG a avut un ambasador la București. România și Republica Federală Germania întrețin relații diplomatice din 31 ianuarie 1967.

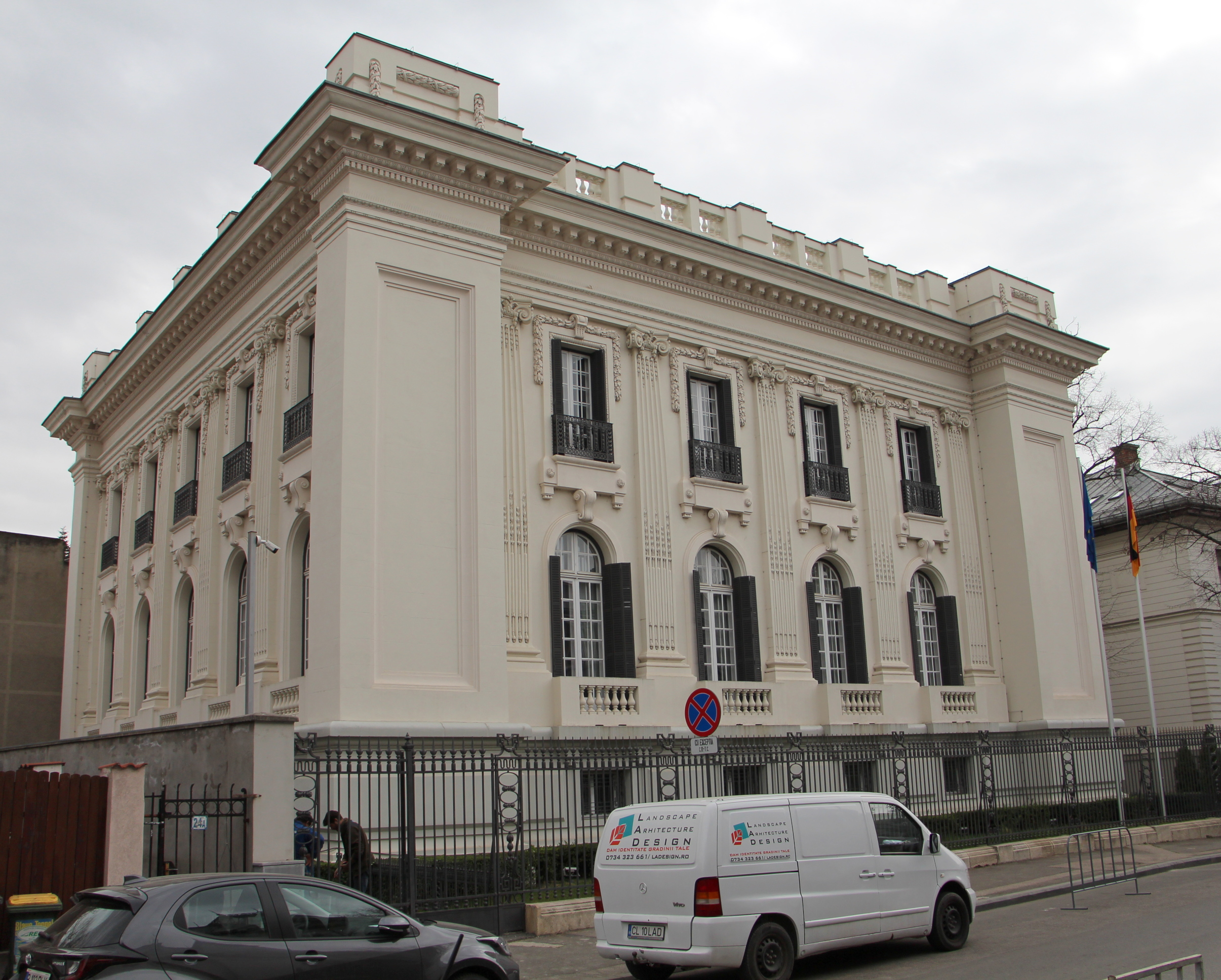
Reședința ambasadorului Germaniei de pe strada Henri Coandă nr. 22

Ambasada Republicii Federale Germania s-a aflat pe strada Rabat nr. 21. Din mai 2003, secția consulară a Ambasadei Germaniei se află pe Strada Cpt. Av. Gheorghe Demetriade nr. 6-8. Clădirea a fost construită în 2001-2003. Reședința ambasadorului este o vilă, casa Alex. G. Florescu, situată în centrul Bucureștiului, pe strada Henri Coandă nr. 22, construită în 1903-1904 și renovată între 2013 și 2015.

## Ambasadori
- Klaus Terfloth (1989-1992)
- Anton Roßbach (1992-1995)
- Leopold Bill von Bredow (1996-1998)[16]
- Wolf-Dietrich Schilling (1998-2001)[17]
- Armin Hiller (2001-2003)
- Wilfried Gruber (2003-2006)
- Roland Lohkamp (2006-2009)
- Andreas von Mettenheim (2009-2013)
- Werner Hans Lauk (2013-2016)[18][19][20]
- Cord Meier-Klodt (2017-2021)[21]
- Peer Gebauer (2021-2025)[22]
- Angela Ganninger (din 2025)[23]